# Ejtan Broši
Ejtan Broši, hebrejsky איתן ברושי‎ (narozen 17. června 1950 Gešer), je izraelský politik; poslanec Knesetu za Sionistický tábor.

## Biografie
Narodil se v kibucu Gešer. Nyní žije v kibucu Gvat. Je ženatý, má pět dětí. Sloužil v brigádě Golani. Po dlouhou dobu byl starostou Oblastní rady Jizre'elské údolí. Působil i jako ředitel kabinetu ministerstva vědy, kultury a sportu a poradce bývalého mínistra obrany Ehuda Baraka pro otázky osad, infrastruktury a regionálního rozvoje. V roce 2015 se uvádí jako generální tajemník Kibucového hnutí.
Ve volbách v roce 2015 byl zvolen do Knesetu za Sionistický tábor (aliance Strany práce a centristické strany ha-Tnu'a).